# Gestreifter Gänsefuß
Der Gestreifte Gänsefuß (Chenopodium strictum), auch Streifen-Gänsefuß  genannt, ist eine Pflanzenart in der Familie der Fuchsschwanzgewächse (Amaranthaceae). Er kommt in Mitteleuropa vor.

## Beschreibung

### Vegetative Merkmale
Der Gestreifte Gänsefuß ist eine einjährige krautige Pflanze mit einer Wuchshöhe von 20 bis 100 (selten bis 200) cm. Der aufrechte Stängel trägt besonders am Grunde ausgebreitete, fast waagerecht abstehende und aufsteigende Zweige. Die oberen Seitenzweige wachsen steif aufrecht. Die Stängeloberfläche ist grün und rot gestreift und gerippt, oft mit roten Blattachseln, zur Fruchtreife bisweilen auch ganz rot, und kahl oder nur schwach mehlig.
Die wechselständigen, leicht bemehlten Laubblätter sind oberseits dunkeloliv (bis blaugrün), unterseits blaugrün, und häufig rot umrandet. Die Blattspreite ist etwa zwei- bis dreimal so lang wie der Blattstiel und elliptisch-eiförmig bis länglich-lanzettlich mit einer Länge von 1,5 bis 6 cm und einer Breite von 1 bis 2,8 cm. Die abgerundete Blattspitze trägt teilweise ein aufgesetztes Spitzchen. Der Spreitengrund verschmälert sich breit keilförmig in den Blattstiel. Der Blattrand weist meist keine größeren Zähne oder Lappen auf, er ist beinahe regelmäßig fein gezähnt (gelegentlich mit einem etwas größeren Zahn an der breitesten Stelle) oder – besonders bei den oberen Blättern – ganzrandig.

### Blütenstand und Blüten
Im oberen Teil der Zweige entspringen schmal-pyramidale, unterbrochen-ährige, tragblattlose Blütenstände. Sie bestehen aus perlschnurartig angeordneten, kugeligen Blütenknäueln mit einem Durchmesser von 1,8 bis 2 mm. Die zwittrigen Blüten besitzen eine Blütenhülle aus fünf dunkel-olivgrünen, länglich-eiförmigen, bis zur Basis getrennten Tepalen von 0,5 bis 0,7 mm Länge und Breite, die leicht gekielt, hautrandig und kaum mehlig bestäubt sind. Die Blüten enthalten fünf Staubblätter und einen Fruchtknoten mit 2 fadenförmigen Narben.
Die Blütezeit reicht von August bis Oktober. Die Bestäubung erfolgt in der Regel durch den Wind.

### Frucht und Samen
Die reife Frucht ist zwischen den zurückgebogenen Tepalen sichtbar und fällt meist zusammen mit der Blütenhülle ab. Die Frucht ist flach-eiförmig, die glatte Fruchtwand liegt dem Samen an, lässt sich aber leicht entfernen. Der horizontale, eiförmige Same hat einen Durchmesser von 0,9 bis 1,1 (bis 1,5) mm. Die schwarze oder schwarz-rote Samenschale ist glatt oder manchmal schwach radial gestreift. 

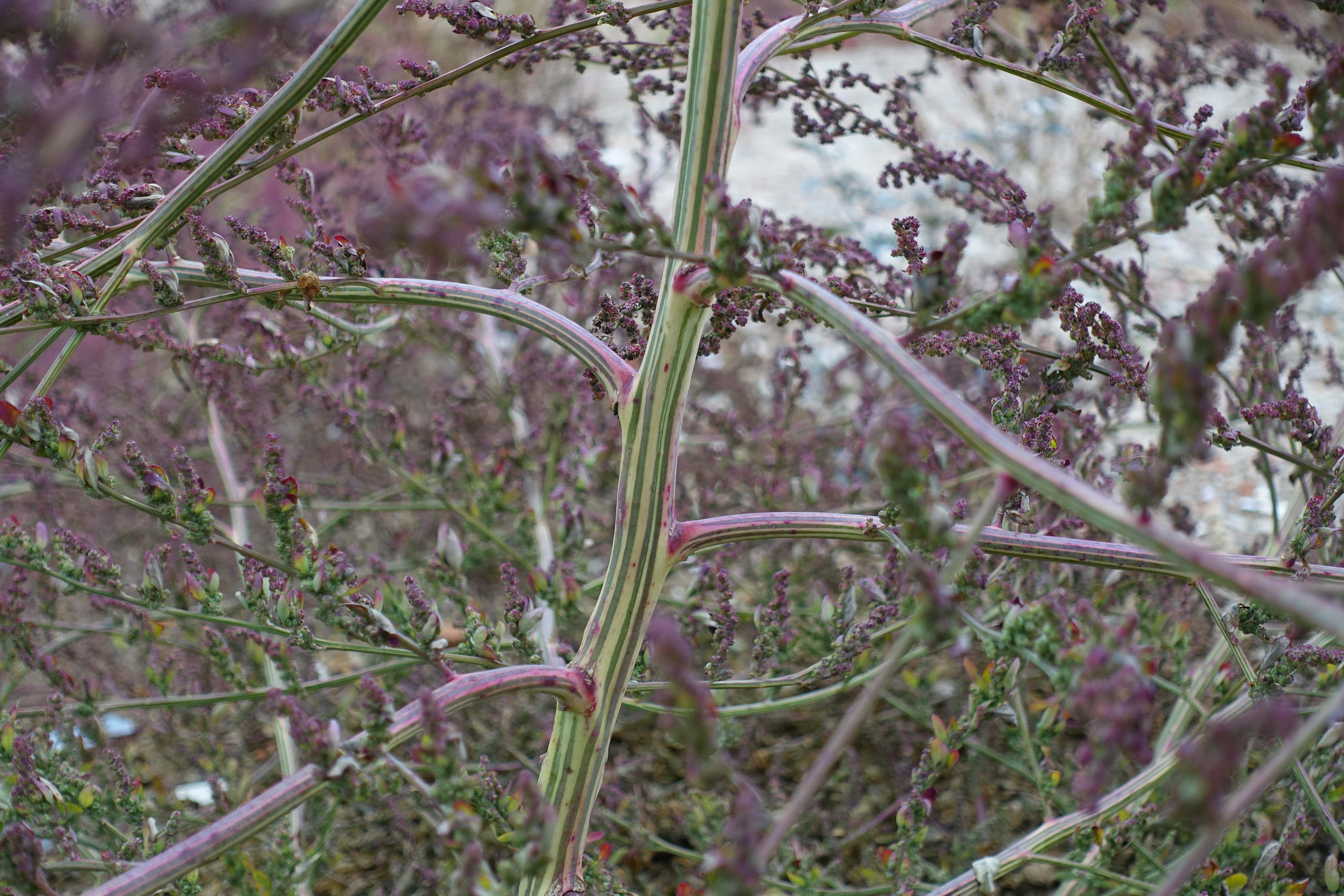
Stängeloberfläche des Gestreiften Gänsefuß

### Chromosomenzahl
Die Chromosomenzahl beträgt 2n = 36, die Art ist also tetraploid. (Bei einer Untersuchung wurde auch 2n = 18 gefunden).

## Vorkommen und Gefährdung
Das natürliche Verbreitungsgebiet des Gestreiften Gänsefußes umfasst Südosteuropa, Südwest- und Zentralasien bis nach China, Japan und Korea. Als eingeführte Art kommt er in Nordamerika und in anderen Teilen Europas vor. Er besiedelt steinige Plätze und gestörte Ruderalstellen, wie Flussufer, Straßenränder, Äcker und Gärten. Von der Ebene kann er bis zu einer Höhenlage von 2900 m (in Pakistan) gedeihen.
In Mitteleuropa ist der Gestreifte Gänsefuß ein Neophyt, der in Deutschland erst ab etwa 1860 aufgetaucht ist. Die kontinental-submediterrane Art bevorzugt als Wärmekeimer hier vor allem warme Tieflagen. 
Er wächst in Ruderalvegetation auf trocken-warmen, nährstoffreichen Böden, oft ist er ein Erstbesiedler auf Rohboden oder Schutt. Nach dem Zweiten Weltkrieg war er häufig auf den Trümmern der süddeutschen Städte zu finden. Heute kommt er zerstreut in Ostdeutschland, im Saarland, in Rheinland-Pfalz, in der nördlichen Oberrheinebene und in Mainfranken vor, im übrigen Bundesgebiet ist er ziemlich selten. Die ökologischen Zeigerwerte nach Landolt et al. 2010 sind in der Schweiz: Feuchtezahl F = 2 (mäßig trocken), Lichtzahl L = 4 (hell), Reaktionszahl R = 4 (neutral bis basisch), Temperaturzahl T = 4+ (warm-kollin), Nährstoffzahl N = 4 (nährstoffreich), Kontinentalitätszahl K = 4 (subkontinental).
Die Bestände gelten in Deutschland als ungefährdet.

## Systematik
Die Erstveröffentlichung von Chenopodium strictum erfolgte 1821 durch Albrecht Wilhelm Roth. Der korrekte Name sollte Chenopodium betaceum Andrz., solange man nicht den Namen Chenopodium strictum Roth konserviert.
Synonyme von Chenopodium strictum Roth sind Chenopodium album subsp. striatum (Krašan) Murr, Chenopodium album var. striatum Krašan, Chenopodium betaceum Andrz., Chenopodium eustriatum F. Dvořák, Chenopodium orphanidis Murr, Chenopodium striatum (Krašan) Murr und Chenopodium strictum subsp. striatum Aell. & Iljin.
Der Gestreifte Gänsefuß gehört zusammen mit dem ähnlichen Kleinblättrigen Gänsefuß (Chenopodium striatiforme) zum Chenopodium strictum-Aggregat. Von manchen Autoren wird diese verwandte Art auch nur als Unterart von Chenopodium strictum betrachtet, beispielsweise in der Flora of North America.

## Belege
- Henning Haeupler, Thomas Muer: Bildatlas der Farn- und Blütenpflanzen Deutschlands. Hrsg.: Bundesamt für Naturschutz (= Die Farn- und Blütenpflanzen Deutschlands. Band 2). Eugen Ulmer, Stuttgart (Hohenheim) 2000, ISBN 3-8001-3364-4, S. 90. (Abschnitt Beschreibung)
- Steven E. Clemants, Sergei L. Mosyakin: Chenopodium. In: Flora of North America Editorial Committee (Hrsg.): Flora of North America North of Mexico. Volume 4: Magnoliophyta: Caryophyllidae, part 1. Oxford University Press, New York / Oxford u. a. 2003, ISBN 0-19-517389-9, Chenopodium strictum, S. 277 (englisch, online). (Abschnitte Beschreibung, Vorkommen, Systematik)
- Gelin Zhu, Sergei L. Mosyakin, Steven E. Clemants: Chenopodium. In: Wu Zhengyi, Peter H. Raven, Deyuan Hong (Hrsg.): Flora of China. Volume 5: Ulmaceae through Basellaceae. Science Press / Missouri Botanical Garden Press, Beijing / St. Louis 2003, ISBN 1-930723-27-X, Chenopodium strictum, S. 383 (englisch, online). (Abschnitte Beschreibung, Vorkommen)
- Pertti Uotila: Chenopodium.  In: Helmut Freitag, Ian C. Hedge, Saiyad Masudal Hasan Jafri, Gabriele Kothe-Heinrich, S. Omer, Pertti Uotila: Flora of Pakistan 204: Chenopodiaceae. University of Karachi, Department of Botany/Missouri Botanical Press, Karachi/St. Louis 2001, ISBN 1-930723-10-5, S. 1–217, online. (Abschnitte Beschreibung, Vorkommen)